# Bildnis Jacopo de Strada
Das Gemälde Bildnis Jacopo de Strada ist ein 1567/68 entstandenes Gemälde von Tizian. Das Porträt wurde mit Ölfarbe auf Leinwand gemalt und befindet sich heute im Kunsthistorischen Museum in Wien.

## Bildbeschreibung
Porträtiert ist Jacopo de Strada, der Auftraggeber des Werkes, in dessen einundfünfzigstem Lebensjahr. Für den Porträttypus dieser Zeit recht ungewöhnlich ist der Umstand, dass der Porträtierte den Betrachter nicht direkt anblickt, sondern gleichsam „in Aktion“ während seines Geschäftes dargestellt ist. Die Haltung de Stradas scheint auszudrücken, dass er nicht mit dem Bildbetrachter selbst, sondern mit einer Person seitlich davon kommuniziert, der er eine Statuette präsentiert, welche die Göttin Aphrodite darstellt. Auf dem Tisch sind mehrere Münzen verstreut, die auf das numismatische Interesse de Stradas hindeuten.
Um der Bildkomposition ein wenig Dynamik zu verleihen und um die Bewegung des Dargestellten herauszustreichen, lässt der Künstler den opulenten Pelzumhang de Stradas von dessen rechter Schulter gleiten, sodass dieser nur noch durch die linke Schulter gehalten wird.
Die Kleidung – der Pelz, das rote Seidenhemd mit der schimmernden schwarzen Weste darüber – dokumentieren den Wohlstand des Porträtierten.  Die vierfach um den Hals geschlungene Goldkette trägt einen Anhänger, auf dem ein behelmter Kopf im Profil erkennbar ist. Die Kette und der Degen weisen den Dargestellten als Edelmann aus. Die Kartusche, die auf einem Pfeiler rechts angebracht ist, trägt eine Inschrift. Der Pfeiler selbst ist baulich nicht nachvollziehbar und hat wohl den einzigen Zweck, die Kartusche zu tragen.

## Inschrift
Die Inschrift lautet: „JACOBVUS DE STRADA CIVIS ROMANVS CAESS. ANTIQVARIVS ET COM. BELIC. AN: AETAT: LI: et C.M.D.L. XVI“ und bedeutet: „Jacopo de Strada, römischer Bürger, kaiserlicher Antiquar und Kriegsminister, im Alter von 51 Jahren, im Jahre 1566“.

## Auftraggeber
Jacopo de Strada war ein aus Mantua stammender Kunstsammler und -sachverständiger, Goldschmied, Archäologe und Maler. Seine Laufbahn begann er mit dem Sammeln von Münzen, er verfasste darüber ein Buch mit dem Titel De consulibus numismatibus.  In der Inschrift weist de Strada stolz auf seinen Beruf als kaiserlicher Antiquar hin, auch in diesem Bezug verfasste er 1553 ein Buch, nämlich Epitome thesauri antiquitatum, hoc est, impp. rom. orientalium et occidentalium iconum, ex antiquis numismatibus qu…m fidelissimus deliniantur, ex musaeo Iacobi de Strada Mantuani Antiquarij. Diese seine eigenen Schriften finden sich im Porträt über seinem Kopf, sind also gleichsam diesem entwachsen.
Jacopo de Strada begründete in Diensten des Herzog Albrecht V. von Bayern das Münchner „Antiquarium“ und war später in gleicher Funktion am Wiener bzw. Prager Hof unter den Kaisern Ferdinand I., Maximilian II. und Rudolf II. Die Bezeichnung „COM(ES) BEL(L)IC(US)“ – also Kriegsminister, ist sicher eine Übertreibung de Stradas, er leitete diesen „Titel“ offenbar von Zeichnungen her, die er als Konstruktionspläne für Kriegsmaschinen hergestellt hatte.
Er ließ sich von dem mit ihm befreundeten und damals bereits hochbetagten Tizian malen, wobei dieser wohl dazu angehalten wurde, nicht nur die Gegenstände der Profession de Stradas, sondern auch dessen Würdeinsignien wie Kette und Degen darzustellen. Tizian signierte das Gemälde oben links: „TITIANVS F(ECIT)“. Der auf dem Tisch liegende Brief enthält die Worte „Al Magco Sigore il Sigor Titian Vecellio Venezia“, womit ein Hinweis vorliegt, dass das Gemälde über den Auftrag hinaus einen freundschaftlichen Hommagecharakter hat.

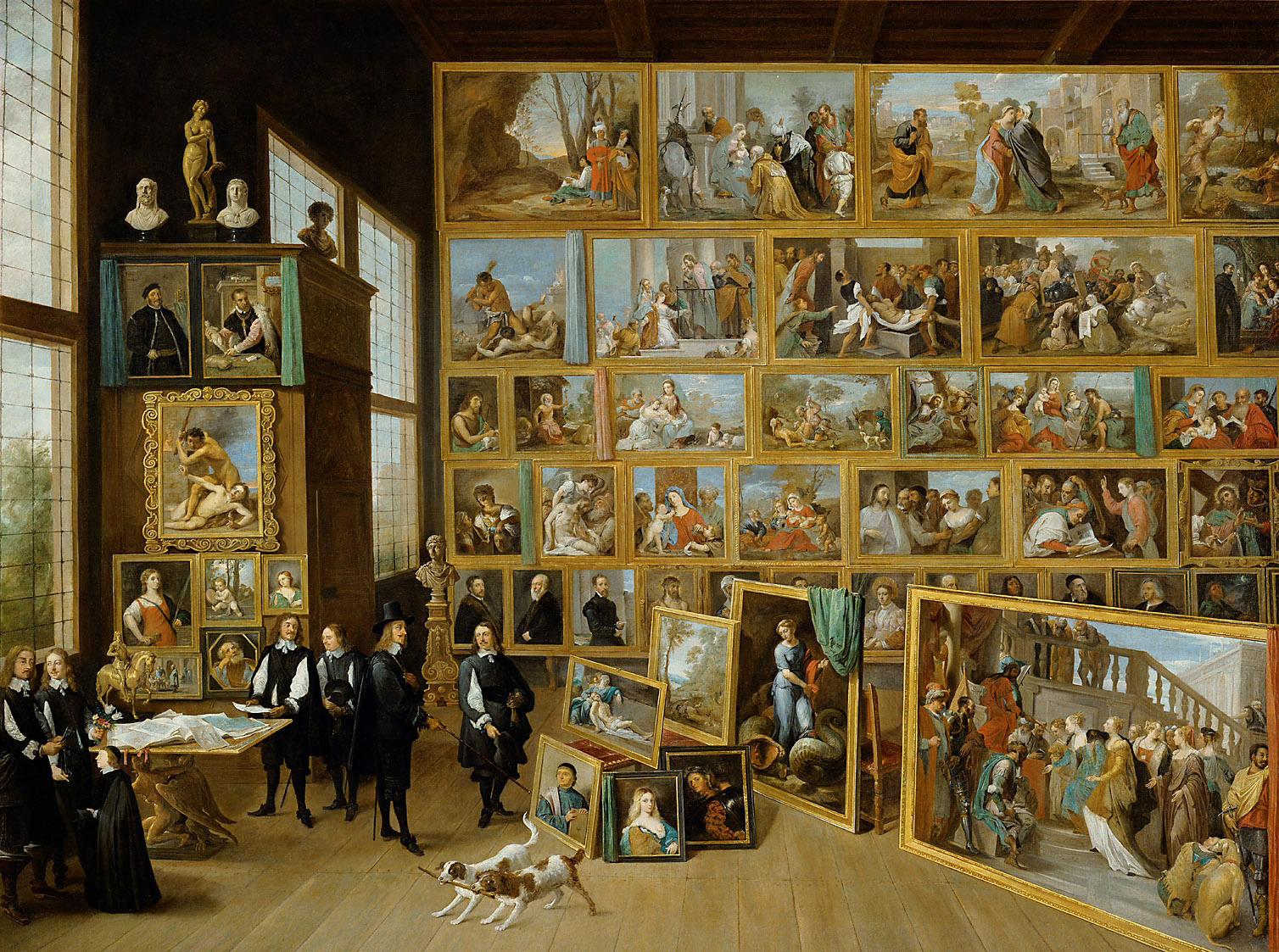
David Teniers d. J.: Erzherzog Leopold Wilhelm in seiner Galerie in Brüssel (um 1651)

## Provenienz
Das Wiener Kunsthistorische Museum verdankt den Besitz dieses Gemäldes, wie in vielen anderen Fällen, dem Erzherzog Leopold Wilhelm von Österreich, der in den Spanischen Niederlanden eine große und bedeutende Kunstsammlung zusammentrug, die von David Teniers betreut und in zahlreichen Galeriebildern (u. a. in Wien, München und Brüssel) dokumentiert wurde. Leopold Wilhelm sammelte meist niederländische und italienische Meister, darunter vor allem Venezianer des 16. Jahrhunderts. Das Bildnis Jacopo de Strada ist auf einem Gemälde von Teniers, das um 1651 entstanden ist und den Erzherzog in seiner Galerie zeigt, links oben zu sehen. Nach dem Tod des Erzherzogs erbte sein Neffe, Kaiser Leopold I. die bedeutende Sammlung, wodurch auch das Porträt de Stradas in kaiserlichen Besitz und damit später in den Besitz des Kunsthistorischen Museums in Wien gelangte.